# Jeff Tinley
Jeff Tinley es un deportista estadounidense que compitió en triatlón. Ganó dos medallas de bronce en el Campeonato Mundial de Ironman de 1982.

## Palmarés internacional
| Campeonato Mundial | Campeonato Mundial     | Campeonato Mundial | Campeonato Mundial |
| Año                | Lugar                  | Medalla            | Prueba             |
| ------------------ | ---------------------- | ------------------ | ------------------ |
| 1982 (feb.)        | Hawái (Estados Unidos) | Medalla de bronce  | Individual         |
| 1982 (oct.)        | Hawái (Estados Unidos) | Medalla de bronce  | Individual         |